# Tiffany & Co.

Tiffanys logo.

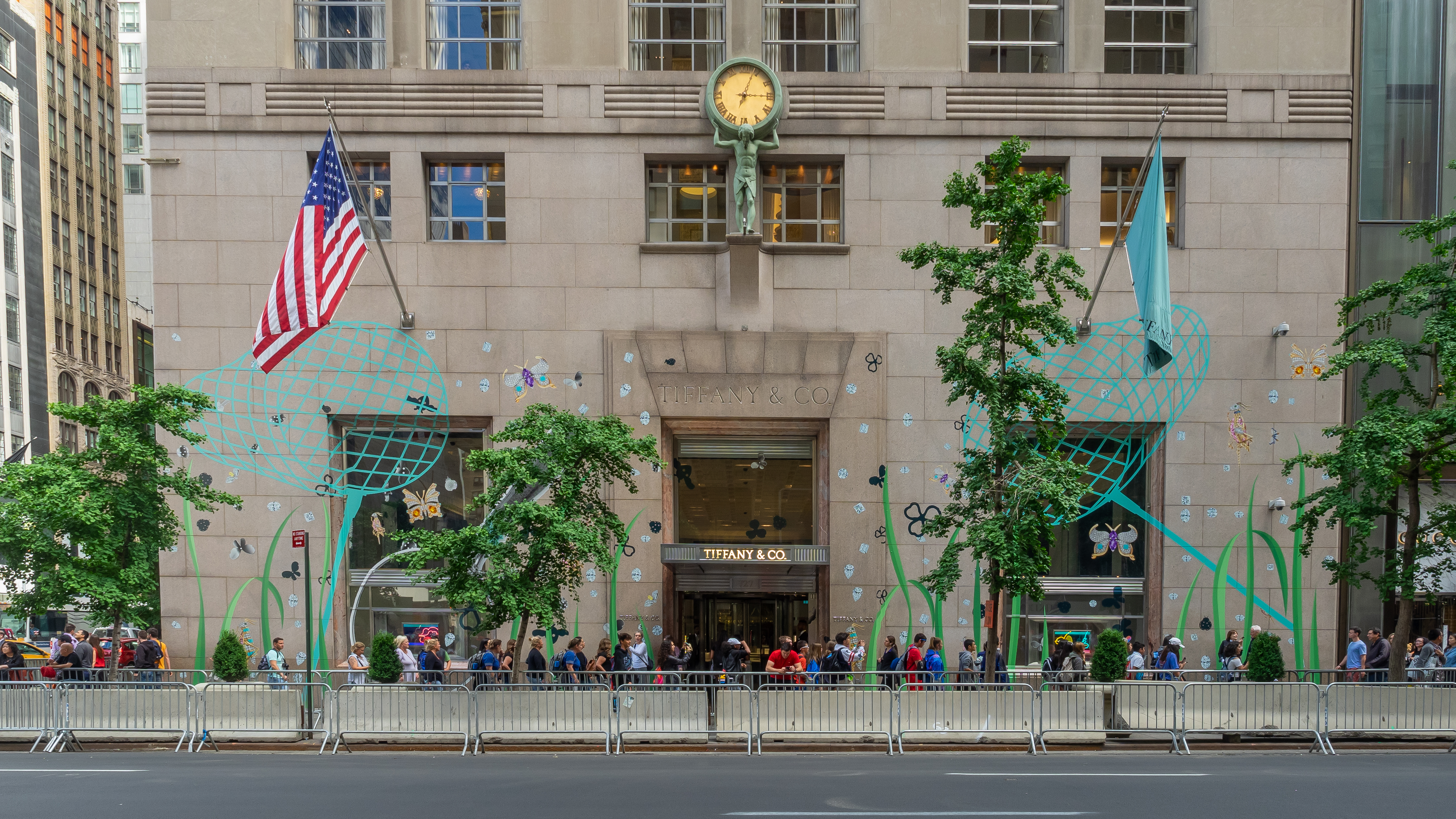
Tiffany & Co.'s flaggskeppaffär på Fifth Avenue.

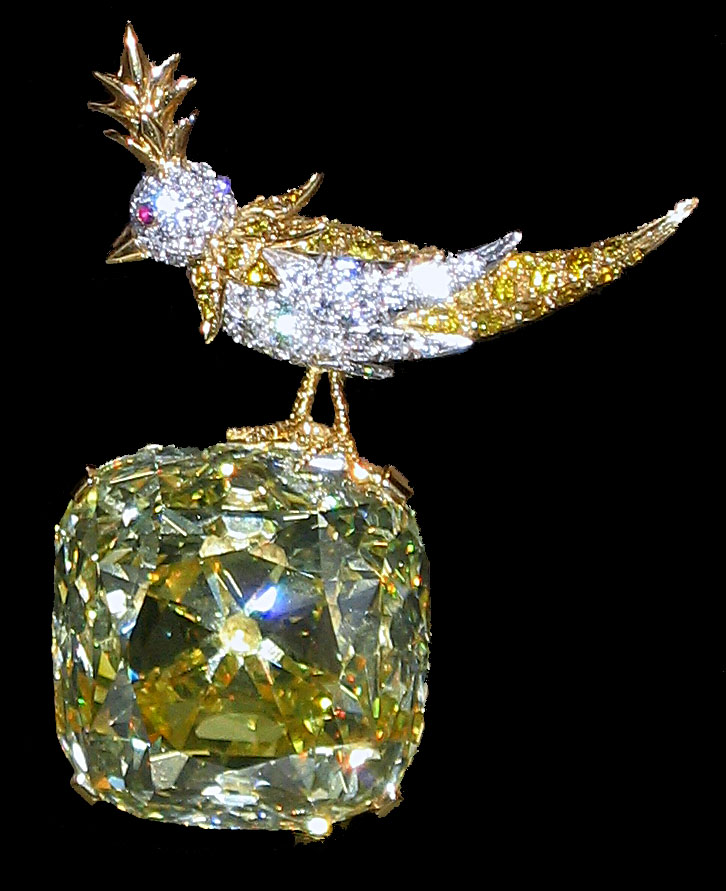
The Tiffany Yellow Diamond är en gul diamant på 128-karat, en av världens största diamanter. Har endast burits av två kvinnor, Mrs. Sheldon Whitehouse och skådespelerskan Audrey Hepburn 1961 som reklam för filmen Frukost på Tiffany’s.

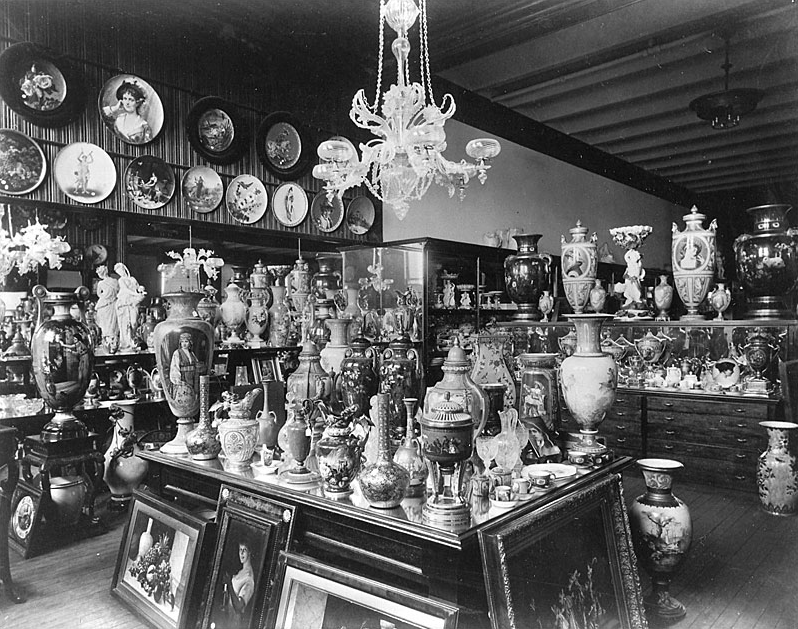
Ett urval av Tiffanys sortiment i butiken på Union Square 1887.

Tiffany & Co. är ett amerikanskt juvelerarföretag som har ungefär 200 butiker runt om i världen. Företagets aktier är börsnoterade på NYSE.

## Historia
Företaget grundades av Charles Lewis Tiffany och Teddy Young i New York 1837 på nedre Manhattan. Namnet ändrades senare till Tiffany, Young and Ellis när ännu en partner kom med. Verksamheten omfattade handel med diverse produkter och kontorsmateriel. Företaget gav bland annat ut en katalog för postorderhandel, the Blue Book. Namnet förkortades till Tiffany & Co. 1853 när Charles Tiffany tog över som ensam ägare och inriktade verksamheten mot juvelerare. Bolaget sålde dock exempelvis sablar och annan militär utrustning till nordstatsarmén under amerikanska inbördeskriget.
Formgivare som arbetade för Tiffany fick mycket uppmärksamhet. Företaget fick bland annat hedersuppdraget att uppdatera USA:s riksvapen 1885. 1919 tog Tiffanys fram designen för Medal of Honor, amerikanska försvarsstyrkornas hedersmedalj.

## Butiker
Sedan 1940 har Tiffany and Co.'s legat på hörnet Fifth Avenue och 57th Street i Midtown på Manhattan. Verksamheten omfattar dock över 60 andra butiker i USA och över 100 butiker i andra länder. 